# Arachnomorpha
Arachnomorpha je skupina (klad) členovců, kam jsou řazeni vyhynulí trilobiti, vyhynulá skupina Megacheira a vymřelé skupiny příbuzné trilobitům (Helmetiidae, Xandarellidae, Naraoiidae, Liwiidae a Tegopeltidae). Ze žijících živočichů se do skupiny řadí jen klepítkatce. Problematickou skupinou z hledista systematiky jsou nohatky, které pravděpodobně patří do této skupiny. Sesterskou skupinou k této skupině je skupina Mandibulata.

## klasifikace
- ? nohatky
- Arachnomorpha
  - trilobiti †
  - Megacheira †
  - Strabopida †
  - Aglaspidida †
  - Cheloniellida †
  - klepítkatci
    - ostrorepi
    - Chasmataspidida †
    - Eurypterida †
    - pavoukovci